# NGC 3821
NGC 3821 és una galàxia espiral de baixa brillantor superficial i una galàxia d'anells a uns 270 milions d'anys llum de distància a la constel·lació del Lleó. La galàxia va ser descoberta per astrònom William Herschel el 26 d'abril de 1785 i és un membre del cúmul de Lleó.